# 环境医学
环境医学是一种横断科学，是环境科学和医学的交叉学科，主要研究环境和人体健康之间的关系，尤其是研究环境污染对人群健康的有害影响，以及如何预防，环境医学主要包括：
- 环境流行病学
- 环境毒理学
- 环境医学监测
- 公害病及其预防
- 环境卫生标准
- 遗传诱变剂